# Ulugʻbek Baqoyev
Ulugʻbek Istamovich Baqoyev (Улуғбек Бақоев, ur. 28 listopada 1978) – uzbecki piłkarz grający na pozycji napastnika.

## Kariera klubowa
Karierę piłkarską Baqoyev rozpoczął w klubie FK Buchara. W 1997 roku zadebiutował w jego barwach w pierwszej lidze uzbeckiej. W Bucharze grał do 2000 roku, a na początku 2001 roku przeszedł do rosyjskiego CSKA Moskwa. W CSKA rozegrał 7 meczów, ale jeszcze w trakcie sezonu 2001 odszedł do Torpedo-ZIŁ Moskwa. Spędził w nim także cały sezon 2002.
W 2003 roku Baqoyev wrócił do Uzbekistanu, do FK Buchara. W tym samym roku grał także w FK Andiżan oraz rosyjskim Nieftiechimiku Niżniekamsk z Pierwego Diwizionu. W 2004 roku przeszedł do kazachskiego Tobyłu Kostanaj. W 2004 roku wspólnie z Arsenem Tiechugowem został królem strzelców ligi kazachskiej (22 gole). W 2005 i 2007 roku wywalczył mistrzostwo Kazachstanu, a w tym drugim przypadku zdobył też Puchar Kazachstanu.
W latach 2008–2009 Baqoyev występował w Bunyodkorze Taszkent. W 2008 roku sięgnął z nim po dublet, a w 2009 roku po swoje drugie mistrzostwo Uzbekistanu. W 2010 roku wrócił do Tobyłu.
| Sezon   | Klub                      | Kraj                         | Rozgrywki           | Mecze | Bramki |
| ------- | ------------------------- | ---------------------------- | ------------------- | ----- | ------ |
| 1997    | FK Buchara                | Uzbekistan                   | Olij Liga           | 28    | 6      |
| 1998    | FK Buchara                | Uzbekistan                   | Olij Liga           | 14    | 2      |
| 1999    | FK Buchara                | Uzbekistan                   | Olij Liga           | ?     | ?      |
| 2000    | FK Buchara                | Uzbekistan                   | Olij Liga           | 38    | 21     |
| 2001    | CSKA Moskwa               | Rosja                        | Priemjer-Liga       | 7     | 0      |
| 2001    | Torpedo-ZIŁ Moskwa        | Rosja                        | Priemjer-Liga       | 8     | 0      |
| 2002    | Torpedo-ZIŁ Moskwa        | Rosja                        | Priemjer-Liga       | 12    | 0      |
| 2003    | FK Buchara                | Uzbekistan                   | Olij Liga           | 7     | 4      |
| 2003    | FK Andiżan                | Uzbekistan                   | Olij Liga           | 3     | 1      |
| 2003    | Nieftiechimik Niżniekamsk | Rosja                        | Pierwyj Diwizion    | 11    | 4      |
| 2004    | Tobył Kostanaj            | Kazachstan                   | Priemjer-Liga       | 33    | 22     |
| 2005    | Tobył Kostanaj            | Kazachstan                   | Priemjer-Liga       | 29    | 15     |
| 2006    | Tobył Kostanaj            | Kazachstan                   | Priemjer-Liga       | 26    | 9      |
| 2007    | Tobył Kostanaj            | Kazachstan                   | Priemjer-Liga       | 23    | 9      |
| 2008    | Bunyodkor Taszkent        | Uzbekistan                   | Olij Liga           | 17    | 8      |
| 2009    | Bunyodkor Taszkent        | Uzbekistan                   | Olij Liga           | 21    | 12     |
| 2009    | Dinamo Samarkanda         | Uzbekistan                   | Olij Liga           | 7     | 5      |
| 2010    | Tobył Kostanaj            | Kazachstan                   | Priemjer-Liga       | 27    | 16     |
| 2011    | Żetysu Tałdykorgan        | Kazachstan                   | Priemjer-Liga       | 29    | 18     |
| 2011/12 | Dubai CSC                 | Zjednoczone Emiraty Arabskie | UAE Football League | 8     | 0      |
| 2012    | Irtysz Pawłodar           | Kazachstan                   | Priemjer-Liga       | 26    | 14     |

## Osiągnięcia
- Król strzelców kazachskiej Priemjer-Ligi:
  - Superliga kazachska (2004): 22 gole
  - Priemjer-Liga kazachska (2010): 16 goli
  - Priemjer-Liga kazachska (2011): 18 goli
  - Priemjer-Liga kazachska (2012): 14 goli

## Kariera reprezentacyjna
W reprezentacji Uzbekistanu Bakayev zadebiutował 25 kwietnia 2001 roku w wygranym 1:0 meczu eliminacji do Mistrzostw Świata 2002 z Turkmenistanem. W 2007 roku został powołany przez selekcjonera Raufa Inileyeva do kadry na Puchar Azji 2007. Tam wystąpił w 3 spotkaniach: z Iranem (1:2), z Malezją (5:0 i gol w 45. minucie z rzutu karnego) i z Chinami (3:0).